# Margot Bailet
Margot Bailet (Nizza, 25 luglio 1990) è un'ex sciatrice alpina francese specialista delle gare veloci.
È sorella di Matthieu, a sua volta sciatore alpino.

## Biografia
Attiva in gare FIS dal dicembre del 2005, la Bailet ha esordito in Coppa Europa il 13 gennaio 2007 a Courchevel in slalom speciale, senza completare la gara, e in Coppa del Mondo il 20 febbraio 2009 a Tarvisio in combinata (42ª); pochi giorni dopo, il 24 febbraio, ha conquistato nella medesima località il primo podio in Coppa Europa, giungendo 3ª in discesa libera alle spalle della tedesca Isabelle Stiepel e all'italiana Francesca Marsaglia.
Ha partecipato ai Mondiali juniores del Monte Bianco 2010, piazzandosi 9ª nella discesa libera; l'anno dopo ai Mondiali di Garmisch-Partenkirchen, sua prima presenza iridata, ha ottenuto il 25º posto nel supergigante e il 14º nella supercombinata. Il 17 gennaio 2014 ha ottenuto il suo terzo e ultimo podio in Coppa Europa, a Innerkrems in discesa libera (2ª).
Ai Mondiali di Vail/Beaver Creek 2015, sua ultima presenza iridata, è stata 21ª nella discesa libera, 23ª nel supergigante e 10ª nella combinata; sempre nel 2015 ha ottenuto i suoi migliori piazzamenti in Coppa del Mondo, classificandosi al 4º posto nella combinata di Bansko del 1º marzo e nella discesa libera di Lake Louise del 4 dicembre. Il 24 febbraio 2019 ha preso per l'ultima volta il via in Coppa del Mondo, a Crans-Montana in combinata (27ª); si è ritirata al termine di quella stessa stagione 2018-2019 e la sua ultima gara è stata la discesa libera dei Campionati francesi 2019 disputata ad Auron il 28 marzo, nella quale la Bailet ha vinto la medaglia di bronzo.

## Palmarès

### Coppa del Mondo
- Miglior piazzamento in classifica generale: 42ª nel 2016

### Coppa Europa
- Miglior piazzamento in classifica generale: 18ª nel 2014
- 3 podi:
  - 2 secondi posti
  - 1 terzo posto

### South American Cup
- Miglior piazzamento in classifica generale: 11ª nel 2015
- 2 podi:
  - 2 secondi posti

### Campionati francesi
- 8 medaglie:
  - 2 ori (discesa libera, supergigante nel 2015)
  - 1 argento (discesa libera nel 2016)
  - 4 bronzi (supercombinata nel 2008; discesa libera, supergigante, supercombinata nel 2011; discesa libera nel 2019)